# Steinkreis von Derrynafinchin
 Der Steinkreis von Derrynafinchin (irisch Doire na Fuinseann) liegt an einer Nebenstraße zwischen Kilgarvan und Bantry am Westhang des Conigar Mountain, in der Nähe des nördlichen Endes des engen Tals des Coomhola-Flusses im County Cork in Irland.
In der Republik Irland gibt es 187 Steinkreise. Die Mehrheit befindet sich mit 103 Kreisen im County Cork. 20 Kreise liegen im County Kerry und 11 im County Mayo. Der multiple Steinkreis der Cork-Kerry-Serie könnte ursprünglich aus elf oder dreizehn Steinen bestanden haben, von denen neun Steine überlebten. Fünf liegen auf dem Kreis, der etwa 8,0 m Durchmesser hat. Einer der gefallenen Steine liegt am Straßenrand. Die Orthostaten sind 0,9 m hoch, 1,3 bis 0,8 m breit und 0,5 bis 0,2 m dick. Im Kreis befinden sich ein Quarzstein und ein Bullaun. Auf dem axialen Stein befindet sich eine kastenartige Struktur, was vermuten lässt, dass der Kreis als Mass Rock benutzt wurde.